# قائمة الشلالات حسب معدل التدفق

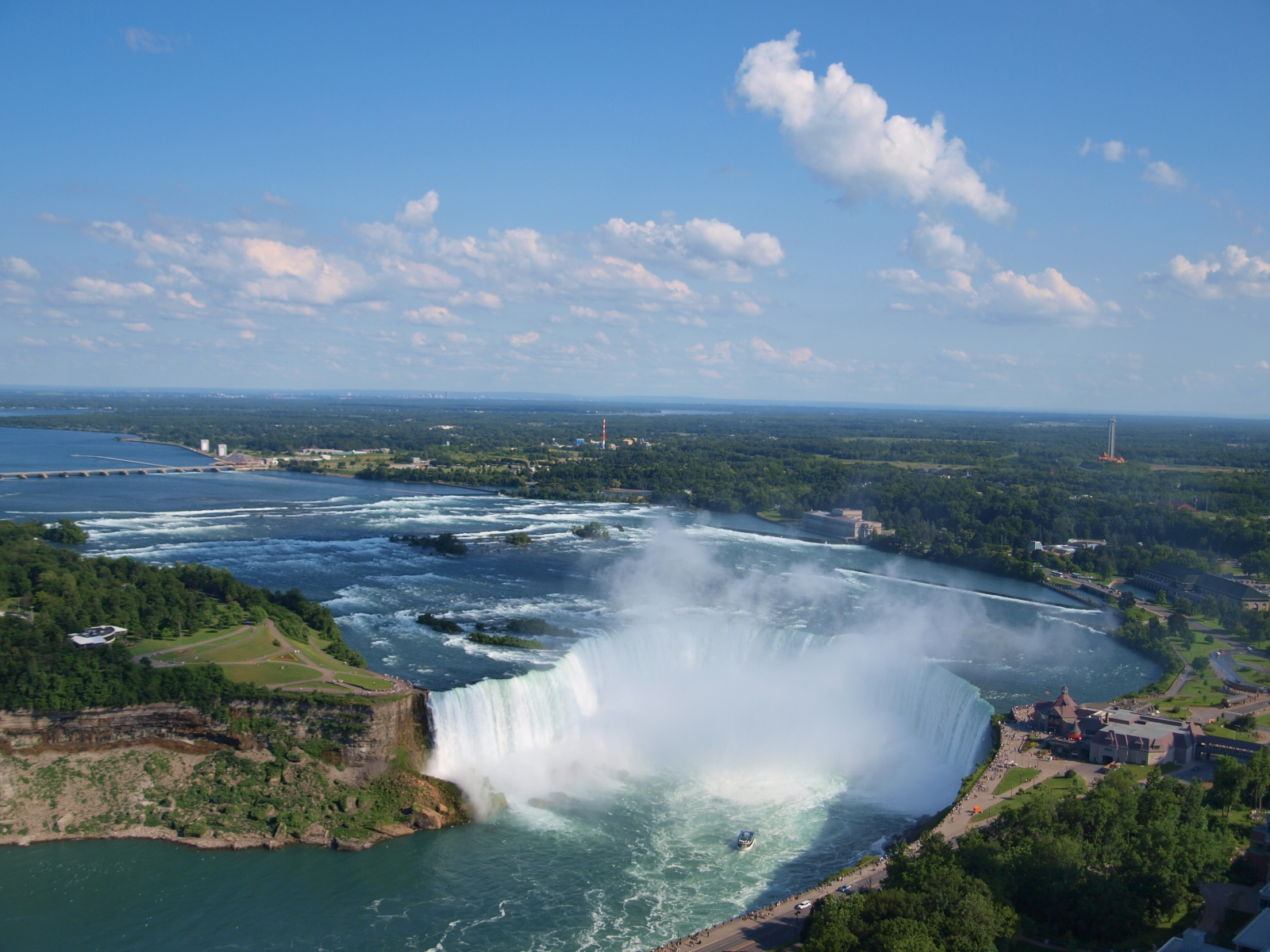
الجانب الكندي من شلالات نياغارا. شلالات حدوة الحصان كما تبدو من برج سكيلون

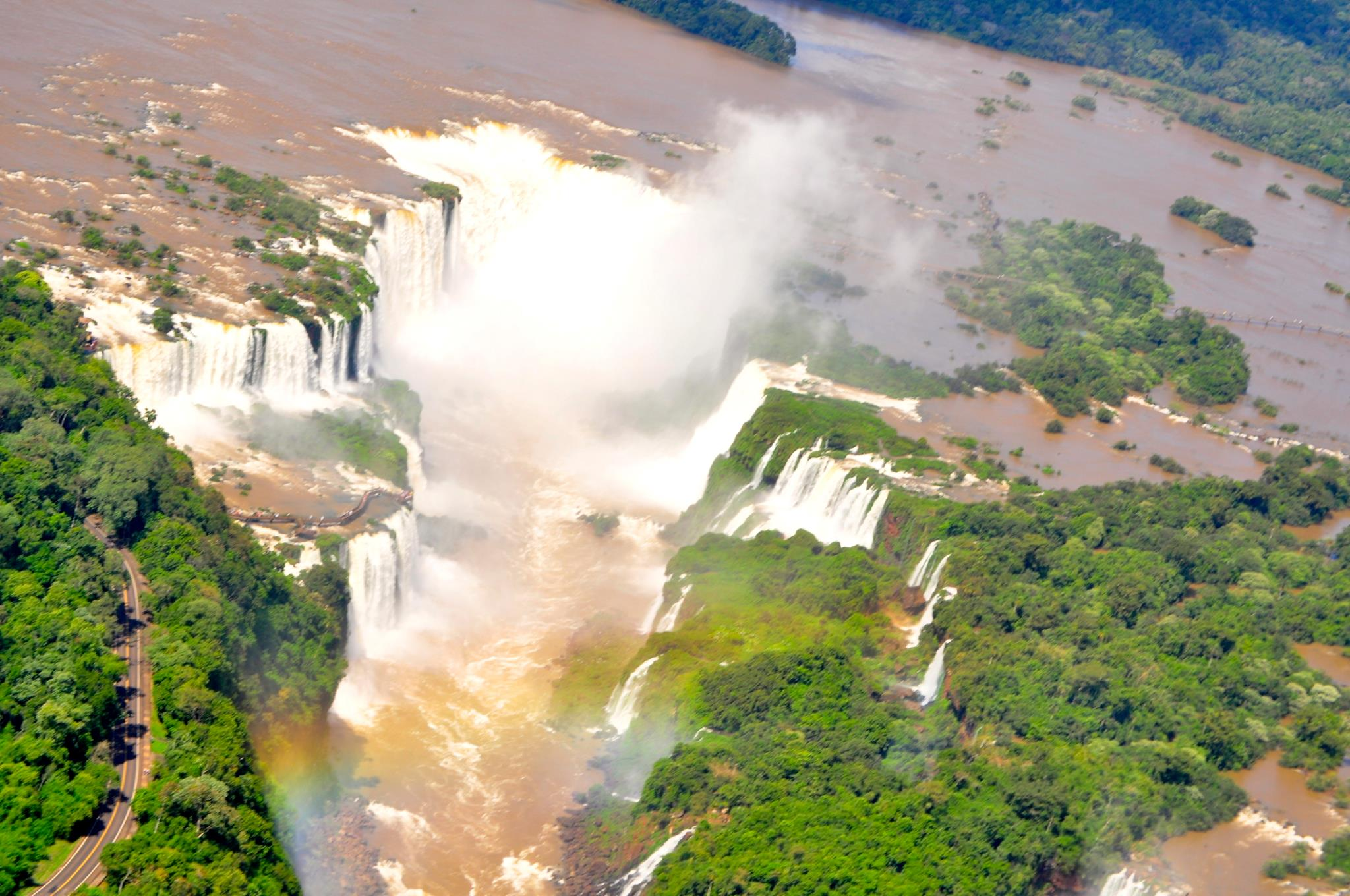
صورة جوية من طائرة هليكوبتر لشلالات إجوازو

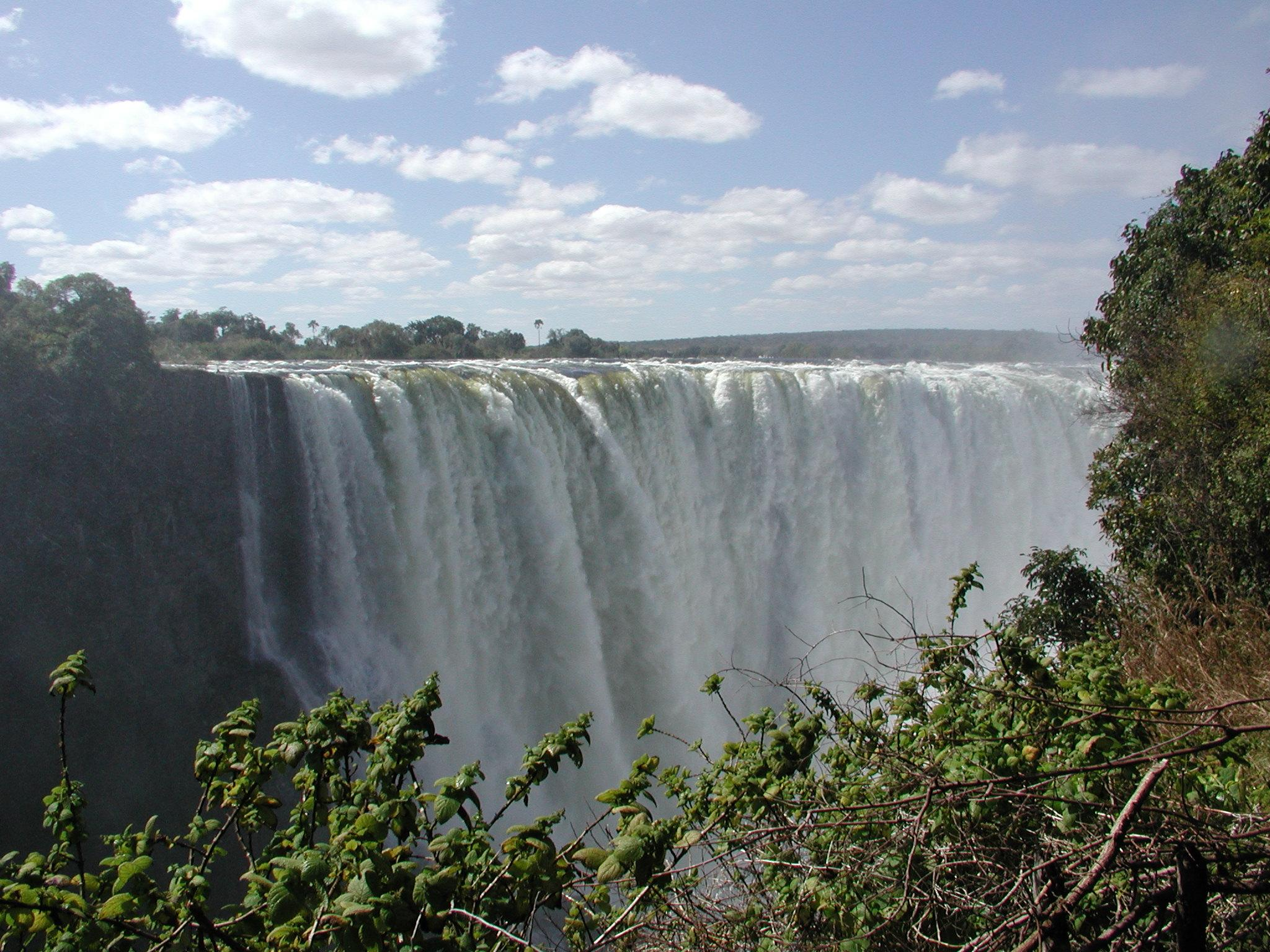
شلالات فكتوريا

## الشلالات الموجودة والمغمورة
| الشلال                 | أقصى معدل التدفق السنوي (م3\ث) | أطول نقطة سقوط (م) | العرض (م) | النهر        | الدول                       |
| ---------------------- | ------------------------------ | ------------------ | --------- | ------------ | --------------------------- |
| شلالات بويوما          | 17,000 (تقدير)                 | 5                  | 1372      | نهر لوالبا   | جمهورية الكونغو الديمقراطية |
| شلالات غوايرا (مغمورة) | 13,300                         | 40                 |           | نهر بارانا   | باراغواي والبرازيل          |
| شلالات خون فافينغ      | 11,610                         | 21                 | 10783     | نهر ميكونغ   | لاوس                        |
| شلالات سيليلو (مغمورة) | 5415                           | 7                  | 3219      | نهر كولومبيا | الولايات المتحدة            |
| شلالات نياجارا         | 2407                           | 51                 | 1203      | نياجارا      | كندا والولايات المتحدة      |
| شلالات إجوازو          | 1746                           | 82                 | 2700      | نهر إجوازو   | الأرجنتين والبرازيل         |
| شلالات فيكتوريا        | 1088                           | 108                | 1708      | نهر زمبيزي   | زيمبابوي وزامبيا            |
| شلالات كوتيناي         | 310                            |                    |           | نهر كوتيناي  | الولايات المتحدة            |

## شلالات عصور ما قبل التاريخ
| الشلال                                     | أقصى معدل التدفق السنوي (م3\ث) | أطول نقطة سقوط (م) | العرض (م) | النهر           | الدول            |
| ------------------------------------------ | ------------------------------ | ------------------ | --------- | --------------- | ---------------- |
| شلالات دراي                                | 1,906,000                      | 350                | 4828      | نهر كولومبيا    | الولايات المتحدة |
| البوسفور (مضيق) (نظرية طوفان البحر الأسود) | 482,407                        | 80                 |           | البوسفور (مضيق) | تركيا            |